# Pirates on Horseback
Pirates on Horseback è un film del 1941 diretto da Lesley Selander.
È un western statunitense con William Boyd, Russell Hayden e Andy Clyde. Fa parte della serie di film western incentrati sul personaggio di Hopalong Cassidy (interpretato da Boyd) creato nel 1904 dallo scrittore Clarence E. Mulford.

## Produzione
Il film, diretto da Lesley Selander su una sceneggiatura di Ethel La Blanche e J. Benton Cheney, fu prodotto da Harry Sherman tramite la Harry Sherman Productions e girato nelle Alabama Hills a Lone Pine, in California, dal 7 dicembre 1940 all'inizio di gennaio 1941.

## Distribuzione
Il film fu distribuito negli Stati Uniti dal 23 maggio 1941 al cinema dalla Paramount Pictures.
Altre distribuzioni:
- in Francia il 4 giugno 1947 (Pirates à cheval)
- in Germania nel 1948 (Piraten zu Pferde)
- in Austria il 10 febbraio 1950 (Banditen zu Pferd)
- in Brasile (Piratas a Cavalo)
- in Grecia (Efippoi peiratai)

## Promozione
Le tagline sono:
- HOPALONG'S HEADIN' INTO TROUBLE!
- THE PICKIN'S WERE HREAT FOR RANGE PIRATES... Till Cassidy Busts Up Their Racket With His Two Bare Fists!
- CASSIDY BLITZKRIEGS THOSE RANGE PIRATES... and gives you your biggest Western thrill!
- CASSIDY MOPS UP THE MESA... with his bar fists!